# كسوف الشمس 11 أغسطس 1999
حدث كسوف كلي للشمس عند العقدة الصاعدة لمدار القمر يوم الأربعاء، 11 أغسطس 1999، بدرجة قدرها 1.0286.
يحدث كسوف الشمس عندما يمر القمر بين الأرض والشمس، مما يحجب ضوء الشمس كليًا أو جزئيًا عن المشاهد على الأرض. ويحدث الكسوف الكلي عندما يكون القطر الظاهري للقمر أكبر من القطر الظاهري للشمس، فيحجب بذلك جميع ضوء الشمس المباشر، مما يحول النهار إلى ليل. يحدث الكسوف الكلي على مسار ضيق عبر سطح الأرض، بينما يكون الكسوف الجزئي مرئيًا في منطقة محيطة تمتد لآلاف الكيلومترات. وقع هذا الحدث بعد حوالي 3.5 أيام من الحضيض القمري (في 8 أغسطس 1999، الساعة 0:30 بالتوقيت العالمي)، حيث كان القطر الظاهري للقمر أكبر.
كان هذا أول كسوف كلي مرئي من أوروبا منذ 22 يوليو 1990، وأول كسوف مرئي في المملكة المتحدة منذ 29 يونيو 1927.

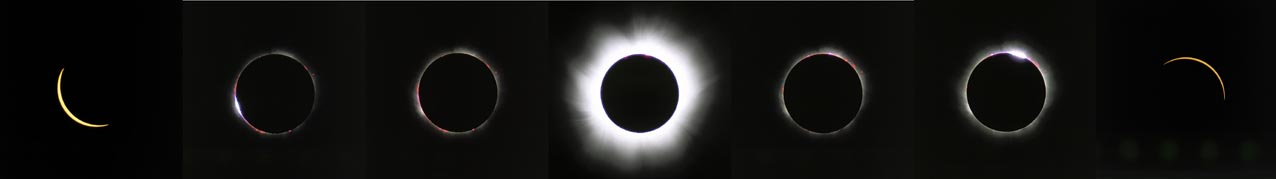
الكسوف كما شوهد من فرنسا

بدأ مسار ظل القمر في المحيط الأطلسي، ثم عبر جنوب المملكة المتحدة، شمال فرنسا، بلجيكا، لوكسمبورغ، جنوب ألمانيا، النمسا، سلوفينيا، كرواتيا، المجر، وشمال جمهورية يوغوسلافيا الاتحادية (فويفودينا). بلغ الكسوف ذروته في الساعة 11:03 بالتوقيت العالمي عند 45.1° شمالًا و24.3° شرقًا في رومانيا، واستمر عبر بلغاريا، البحر الأسود، تركيا، الطرف الشمالي الشرقي من سوريا، شمال العراق، إيران، جنوب باكستان، وسريكاكولام في الهند، وانتهى في خليج البنغال. كان الكسوف الجزئي مرئيًا في أجزاء من شرق كندا، غرينلاند، أوروبا، شمال إفريقيا، الشرق الأوسط، آسيا الوسطى، جنوب آسيا، والصين.